# Mirabelle Berudge
Mirabelle Berudge sinónimo: Mirabelle Rose es el nombre de una variedad cultivar de ciruela (Prunus syriaca). 
Una variedad de Mirabelle cultivada, que fructifica regularmente y es muy productiva.
Fruta pequeña, redondeada ,rosada, hueso libre, con color de piel amarillo dorado con manchas o estrías longitudinales de color verde, chapa variable rosa ciclamen con manchitas rojo carmín vivo, a veces solo estas manchas o totalmente sin chapa, y pulpa de color amarillo calabaza, firme, crujiente, jugosa, con sabor muy dulce, aromática, muy refrescante y agradable.

## Sinonimia
- "Berudge",
- "Mirabelle Berudge",
- "Mirabelle Rose".

## Historia
'Mirabelle', se dice que la variedad se introdujo en Francia en el siglo  XV desde Asia por el rey René de Anjou. Se ha documentado un cultivo en Francia desde 1490. En Alemania, las ciruelas 'Mirabelle' se cultivan desde el siglo  XVIII. Desde alrededor de 1900, Mirabelle de Nancy ha sido la variedad cultivada más importante en Alemania, Suiza, Austria, y Francia. A lo largo de los años de cultivo se han ido diferenciando diversas variedades de 'Mirabelle', entre ellas 'Berudge'.
'Mirabelle Berudge' está cultivada en diversos bancos de germoplasma de cultivos vivos tales como en National Fruit Collection (Colección Nacional de Fruta) de Reino Unido con el número de accesión: 1949 - 173 y nombre de accesión: Berudge. Recibido por el  "The National Fruit Trials" (Probatorio Nacional de Frutas) en 1949 procedente de la "Estación de Investigación Federal" en Lausanne (Suiza).

## Características
'Mirabelle Berudge' árbol de crecimiento medio crecimiento esparcido. Los árboles son bastante robustos y medianamente resistentes a las heladas. Tiene un tiempo de floración que comienza a partir del 16 de abril con el 10% de floración, para el 20 de abril tiene una floración completa (80%), y para el 3 de mayo tiene un 90% caída de pétalos.
'Mirabelle Berudge' tiene una talla de fruto pequeño con peso promedio de 8.90gr, y longitud de tallo promedio de 8.48mm; forma del fruto  elíptico redondeado, algo aplastado en ambos polos, ligeramente asimétrico, con la sutura poco visible, con línea de color indefinido, grisáceo o verdoso, transparente, situada en una depresión muy suave, más acentuada en el polo pistilar; epidermis cuya piel es lisa, brillante, poco pruinosa, con la pruina blanquecina muy fina, no se aprecia pubescencia, color amarillo dorado con manchas o estrías longitudinales de color verde, chapa variable rosa ciclamen con manchitas rojo carmín vivo, a veces solo estas manchas o totalmente sin chapa, punteado abundante, menudo, blanquecino, prácticamente sin aureola.
Carne de color amarillo calabaza, firme, crujiente, jugosa, con sabor muy dulce, aromática, muy refrescante y agradable.